# エシロル
エシロル （Échirolles）は、フランス、オーヴェルニュ＝ローヌ＝アルプ地域圏、イゼール県の都市。

## 地理
グルノーブルの南郊外に位置する。

## 由来
エシロルという地名の源については議論がある。最も人気のある仮説は、コミューン紋章に描かれるリス（フランス語ではÉcureuil）を意味するラテン語ではないかというものである。

## 歴史
1833年、エシロルはグルノーブルとジャリーから分離され誕生した。かつてはビスコース（1884年に発明されエシロルの名を有名にした）工場で働く労働者たちが住民の多くを占めていた。

## 姉妹都市
- グルリアスコ、イタリア
- オンウエ、ベニン
- キンバリー (イングランド)、イギリス

## 出身者
- ギルバート・コラス - スキー選手
- メリッサ・テュリオ - ジャーナリスト
- ダヴィド・ディ・トマソ - サッカー選手
- ヨリック・ラヴェ - サッカー選手
- ケヴィン・エイモズ - フィギュアスケート選手